# グイド・フビニ
グイド・フビニ（Guido Fubini、1879年1月19日 - 1943年6月6日）は、イタリアの数学者である。フビニの定理やフビニ・スタディ計量で知られる。

## 生涯
1879年1月19日にヴェネツィアで生まれた。父は数学教師であり、フビニは幼い頃から数学への興味を持つようになった。
1896年にピサ高等師範学校に入学し、ウリッセ・ディーニとルイジ・ビアンキから微分幾何学を学んだ。1900年に博士号を取得した。博士論文は楕円空間におけるクリフォード平行についてだった。
大学卒業後は、様々な大学で教鞭をとった。1901年にシチリアのカターニア大学で教師となり、その後すぐにジェノヴァ大学に移った。1908年にトリノ工科大学、さらにトリノ大学に移り、そこに数十年間在籍した。
この間、解析学、特に微分方程式、関数解析、複素解析を中心に研究していたが、変分法、群論、非ユークリッド幾何学、射影幾何学なども研究している。第一次世界大戦が勃発すると、射撃の精度などの実用的な研究を行い、戦後にはその成果を電気回路や音響学の問題に応用した。
1938年、フビニが59歳でまもなく定年という時期、ベニート・ムッソリーニのファシスト政権が、ナチス・ドイツ同様のユダヤ人排斥政策を導入した。ユダヤ人の血を引くフビニは、家族に累が及ぶのを避けるために、プリンストン大学の招きに応じて渡米した。その4年後、ニューヨークで死去した。
1997年に発見された小惑星22495は、「フビニ」と命名された。

## 著書
- 1920: Lezioni di analisi matematica (Società Tipografico-Editrice Nazionale, Torino)